# Вигода (станція, Одеська залізниця)
Вигода — проміжна залізнична станція Одеської дирекції Одеської залізниці.
Розташована в однойменному селі Одеського району Одеської області на лінії Роздільна I — Одеса-Застава I між станціями Карпове (10 км) та Дачне (15 км).
На станції зупиняються місцеві поїзди.

## Історія
Станцію було відкрито 1865 року при прокладанні залізниці Одеса — Балта.
У квітні 1938 року станцію було використано для виселення родин репресованих з Біляївського (100 вагонів), Спартаківського (152 вагона) та Одеського (60 вагонів) районів у Казахську РСР.
Електрифіковано в складі дільниці Дачна — Вигода 1978 року. Впродовж 1978—1984 рр. була кінцевою для усіх електропоїздів.